# Cot Mancangaceh
Cot Mancangaceh är en kulle i Indonesien.   Den ligger i provinsen Aceh, i den västra delen av landet, 1 600 km nordväst om huvudstaden Jakarta. Toppen på Cot Mancangaceh är 43 meter över havet.
Terrängen runt Cot Mancangaceh är platt.Runt Cot Mancangaceh är det ganska tätbefolkat, med 93 invånare per kvadratkilometer. Närmaste större samhälle är Lhokseumawe, 14,3 km norr om Cot Mancangaceh. Trakten runt Cot Mancangaceh består till största delen av jordbruksmark.